# 西村泰昭
西村 泰昭（にしむら やすあき、1983年2月22日 - ）は、滋賀県米原市出身の男子フィールドホッケー選手である。165cm、68kg。名古屋フラーテル所属。ポジションはフォワード。

## 来歴
- ホッケーの町伊吹町に生まれ小学4年からホッケーを始める。伊吹高校を経て、天理大学に入学。学生時代から頭角を現し、在学中は個人賞を総なめにした。在学中にU21日本代表を経験し、4回生で日本代表に選ばれる。

- 卒業後の2005年に男子ホッケーの名門、表示灯に入社。コンスタントに活躍を続け、後身の名古屋フラーテルと合わせ5連覇に貢献。

- 日本代表でも2006年12月現在21キャップを獲得。W杯でも歴代最高位に並ぶ9位となる。2008年4月に岐阜県グリーンタジアムで行われる、北京五輪最終予選突破を目指していたが、出場権獲得ならず。

## DATE

### 国際試合での出場歴（ランキング）
- 2006年 ワールドカップ（9位）
- 2006年 ワールドカップ予選（5位）
- 2004年 高円宮4カ国対抗（3位）

### 国際ランキング実績（得点王など）
- 2004年 日本リーグ ベストイレブン
- 2004年 関西学生春季リーグ 得点王・アシスト王
- 2003年 学生選手権 アシスト王

### 国内優秀選手など
- 2004年 関西学生春季リーグ 最優秀選手
- 2003年 関西学生春季リーグ 最優秀選手